# César Alexandre Debelle
Pour les articles homonymes, voir Debelle.
César Alexandre Debelle, né le 27 novembre 1770 à Voreppe en Isère et mort le 19 juillet 1826 dans cette même ville, est un général français du Premier Empire.

## Biographie

### Du canonnier au colonel
Entré comme canonnier au 6e régiment d'artillerie à pied le 1er juillet 1787, il passe le 1er octobre 1789, dans le 1er régiment de chasseurs à cheval, où il devient brigadier le 15 mars 1791. Nommé sous-lieutenant au 12e régiment de dragons le 15 septembre suivant, lieutenant le 10 mars 1793, adjoint aux adjudants-généraux le 18 nivôse an II, il prend rang de capitaine le 14 vendémiaire an V, est promu chef d'escadron à la suite du 12e régiment de dragons le 29 pluviôse, et colonel du 11e de dragons le 1er germinal de la même année.
Il a fait les campagnes de 1792 à l'an XIII aux armées du Nord, du Rhin, des Alpes, de Sambre-et-Meuse, d'Angleterre, de Hanovre et des côtes de l'Océan. Il s'est distingué aux combats d'Altenkirchen et de Salzbourg les 27 germinal an V et 23 frimaire an IX, et à la bataille de Novi, perdue par Moreau le 23 thermidor an VII, il s'est fait remarquer par la défense des plateaux qui dominent cette ville. Membre de la Légion d'honneur le 19 frimaire an XII, il est fait officier de l'Ordre le 25 prairial suivant.

### Général de l'Empire
Général de brigade le 1er février 1805, Debelle est employé en l'an XIII dans les 7e et 28e divisions militaires les 11 ventôse et 29 messidor. Il rejoint l'armée d'Italie le 24 fructidor. Il est ensuite appelé à la Grande Armée, avec laquelle il fait les campagnes de l'an XIV, de 1806 et 1807. Il reçoit la croix de commandeur de la Légion d'honneur le 11 juillet de cette dernière année. L'Empereur le crée baron de l'Empire en 1808 et l'envoie en Espagne, mais il le fait revenir en France le 2 août 1809 et le met en non-activité le 5 septembre suivant, sans que le véritable motif de cette mesure de rigueur soit connu. Cependant, sa brigade est sévèrement battue le 21 décembre 1808 au combat de Sahagún. Il est placé en non activité le 5 septembre 1809 et admis à la retraite le 15 mars 1812. 
Debelle ne prend aucune part aux événements de 1814, cependant il les accueille avec joie et se prononce hautement et dans toutes les circonstances contre Napoléon Bonaparte. Lorsqu'il a connaissance du débarquement de Napoléon le 7 mars, il court à Grenoble pour offrir ses services au général Marchand, qui les refuse parce qu'il n'est point en activité. Le 9 mars 1815, le général Bertrand lui ayant ordonné, au nom de l'Empereur, de prendre le commandement du département de la Drôme, il obéit et se rend à Valence, d'où il est forcé de sortir, pour y entrer le 15. Le 29, apprenant que les troupes aux ordres du duc d'Angoulême se sont portées sur Montélimar, il réunit 600 hommes et marche sur ce point. Un combat s'engage pendant lequel un des gardes nationaux qu'il commande le blesse d'un coup de baïonnette, l'accusant de tromper les siens et de trahir l'Empereur, ses discours et ses indécisions ayant contribué à des soupçons de ce genre. Le 2 avril, il subit un nouveau revers au combat de Loriol, lors duquel ses troupes sont mises en déroute et lui-même blessé. Le 24 avril 1815, le commandement de la Drôme lui est retiré et il reçoit celui du département du Mont-Blanc le 18 mai.

### Procès et réhabilitation
Au second retour du roi, compris dans l'ordonnance du 24 juillet 1815, Debelle se constitue prisonnier à Grenoble. Amené à Paris, il est jugé par le deuxième conseil de guerre permanent et condamné à mort le 24 mars 1816. Il se pourvoit aussitôt en grâce. Louis XVIII commue sa peine en une détention de dix ans dans une prison d'État et il part pour la citadelle de Besançon. Le duc d'Angoulême étant passé quelques mois après dans cette ville, et sachant l'état de dénuement du général, lui fait remettre une somme de 800 francs, montant du premier semestre d'une pension sur sa cassette. À la demande du prince, le roi lui fait remise du temps de détention qu'il a encore à courir le 16 juillet 1817 et le rétablit dans son grade et dans la jouissance de sa retraite. Debelle écrit aussitôt au duc d'Angoulême et au ministre de la Guerre pour témoigner de sa reconnaissance et de son dévouement au roi et à la famille royale, ce qu'il a déjà fait au moment de son emprisonnement dans un Mémoire fort étendu, explicatif de sa conduite. Il meurt le 19 juillet 1826.

## Armoiries
| Figure | Blasonnement |
|        | Armes du baron de Belle de Gachetière et de l'Empire (décret du 19 mars 1808, lettres patentes du 5 octobre 1808 (Palais d'Erfurt). D'azur ; au lion d'argent rampant, à la bande de gueules chargée de trois vases d'or fleuris de même brochant sur le tout, quartier des barons militaires. Livrées : bleu et jaune. |